# 沸水反应堆

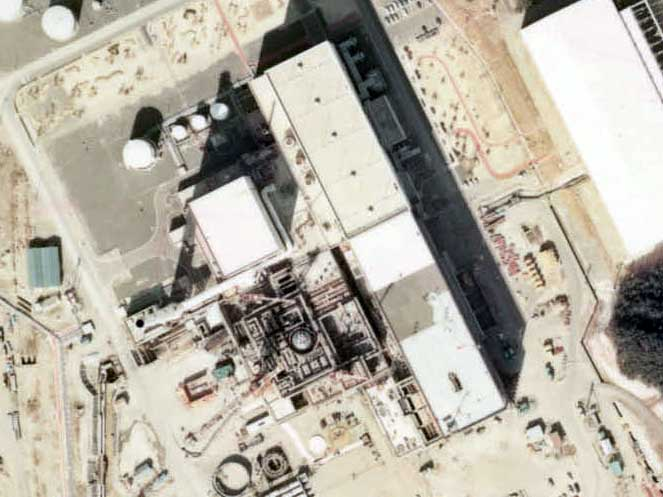
濱岡核電站沸水反應堆於1975年興建時的空照圖（日本國土交通省國土航空攝影）

沸水反應爐（英語：boiling water reactor, BWR）是一種用來發電的輕水反應爐。沸水反應爐是第二常見的核能發電反應爐型式，在五十年代中期由愛達荷國家實驗室（Idaho National Laboratory）與通用電氣公司共同研發成功。現在主要製造廠商是專門設計與建造這類反應爐的GE日立核能（GE Hitachi Nuclear Energy）。

## 概述
1. 反應爐壓力槽
2. 核燃料棒
3. 控制棒
4. 循環泵
5. 控制棒電動機
6. 蒸汽
7. 飼水
8. 高壓渦輪機
9. 低壓渦輪機
10. 發電機
11. 激磁機
12. 冷凝器
13. 冷卻劑
14. 預熱器
15. 給水泵
16. 冷水泵
17. 混凝土圍阻體
18. 連接至電網

沸水反應爐工作原理示意圖：
- 反應爐壓力槽
- 核燃料棒
- 控制棒
- 循環泵
- 控制棒電動機
- 蒸汽
- 飼水
- 高壓渦輪機
- 低壓渦輪機
- 發電機
- 激磁機
- 冷凝器
- 冷卻劑
- 預熱器
- 給水泵
- 冷水泵
- 混凝土圍阻體
- 連接至電網

沸水反應爐以去离子水作为冷却劑（coolant）和中子減速劑。反應爐爐心進行的核分裂會產生熱能，使得已冷卻的水沸騰，變為高壓蒸汽，從而驅動渦輪機，然後通過發電機轉換為電能。離開渦輪機的蒸汽，經過冷凝器凝結為液態水（给水）後，回流至反應爐爐心，完成一個循環。在爐心裏，已冷卻的水保持在75个大气壓，這會促使它在285℃左右沸腾。
稍加比較，在壓水反應爐爐心內，由於維持高壓力（大約158個大氣壓），不會出現大量的沸騰。不過沸水反应堆构造简单，且大大降低了反应堆的工作压力和堆芯温度，因此显著提高了反应堆的安全性，降低了造价。但由于沸水堆的循环系统直接连接了堆芯和渦轮机，因此可能造成渦轮机受到放射性污染，给设计和维修带来麻烦。

## BWR構成要素
- 燃料 : 低濃縮鈾
- 冷却材・減速材 : 輕水

## 沸水式反應爐的沿革

### 量產第一系列(BWR/1–BWR/6)
- 第一代 BWR: BWR/1 搭配 Mark I 圍阻體
- 第二代 BWR: BWR/2, BWR/3, 與部份 BWR/4，搭配 Mark I 圍阻體，其他 BWR/4, BWR/5，搭配 Mark II 圍阻體
- 第三代 BWR: BWR/6 搭配 Mark III 圍阻體

### 先進沸水反應爐 (ABWR)
進步型沸水式反應爐（ABWR），是一款符合第三代反應器規範的沸水反應爐。目前由奇異日立核能（GEH）和東芝合作生產。

### 經濟簡化沸水反應爐 (ESBWR)
經濟簡化沸水反應爐 (Economic Simplified Boiling Water Reactor, ESBWR) 是第3+代的核能反應爐設計，始於90年代後期，GE工程師提出把簡化沸水反應爐特點的被動安全設計，與先進沸水反應爐設計結合，另加大功率到1600MWe (4500 MWth)的方案。這個設計已送交美國核能管理委員會審核，並已到最後設計複審階段。